# 기쿠치 류호
기쿠치 류호(일본어: 菊池 流帆, 1996년 12월 9일~)는 일본의 축구 선수이다.

## 구단 경력
그는 2019년 J2리그의 레노파 야마구치 FC에 입단했다. 2020년 J1리그의 비셀 고베로 이적했다. 2024년까지 97경기에 출전하여, 11득점을 넣었다. 2023년과 2024년 2번의 J1리그 우승을 차지했다. 2025년 FC 마치다 젤비아로 이적했다.